# Eishockey-Bundesliga (Österreich) 1986/87
Meister der Österreichischen Eishockey-Liga 1986/87 wurde zum 23. Mal in der Vereinsgeschichte und zum dritten Mal in Serie der EC KAC.

## Modus
Die sieben Vereine spielten im Grunddurchgang jeweils eine doppelte Hin- und Rückrunde gegeneinander (je 24 Spiele). Die besten sechs Vereine qualifizierten sich für die aus einer einfachen Hin- und Rückrunde bestehende Finalrunde (je 10 Spiele), wobei die ersten vier Vereine 4, 3, 2 bzw. 1 Bonuspunkte gutgeschrieben bekamen. Danach trafen im Halbfinale der 1. auf den 4. und der 2. auf den 3., die Begegnungen wurden jeweils im Best of Five Modus ausgetragen.

## Tabelle nach dem Grunddurchgang
```
#  Team           GP    W   U   L     Tore     P

1. 
EC KAC
         24   16   3   5   129: 79   35
2. 
VEU Feldkirch
  24   17   0   7   111: 83   34
3. 
EV Innsbruck
   24   14   2   8   126: 99   30
4. 
EC VSV
         24   10   3  11   101: 96   23
5. 
Wiener EV
      24    8   6  10   108:114   22
6. 
EHC Lustenau
   24   10   0  14   138:130   20
-------------------------------------------------
7. 
EC Salzburg
    24    0   4  20    65:177    4
```

Erklärung: GP = absolvierte Spiele, W = Siege, U = Unentschieden, L = Niederlagen, Tore = Torverhältnis, P = Punkte

## Finalrunde
```
#  Team           GP    W   U   L     Tore     P/B

1. 
EV Innsbruck
   10    9   1   0    61: 28   21/2
2. 
EC KAC
         10    7   1   2    49: 31   19/4
3. 
VEU Feldkirch
  10    2   4   4    39: 40   11/3
4. 
Wiener EV
      10    4   2   4    34: 32   10/0
--------------------------------------------------
5. 
EC VSV
         10    3   0   7    36: 51    7/1
6. 
EHC Lustenau
   10    0   2   8    33: 70    2/0
```

Erklärung: wie vorher, zusätzlich B: Bonuspunkte aus der 1. Phase

## Play-off

### Halbfinale
```
                                       
Serie    1      2      3      4

EV Innsbruck (1) – 
Wiener EV
     (4)    
1:3
    6:3    3:4nV  2:4    1:3

EC KAC
       (2) – VEU Feldkirch (3)    
3:0
    6:3    5:1    5:2
```

### Spiel um Platz 3
```
EV Innsbruck
 (1) – VEU Feldkirch (3) Hinspiel: 9:10, Rückspiel: 13:4
```

### Finale
```
                            
Serie     1       2       3

EC KAC
 (2) – Wiener EV (4)   
3:0
     6:3     5:4nP   5:4
23. Meistertitel (3. in Serie) für den 
EC KAC
.
```